# Cláudio Mortari
Cláudio Mortari (São Paulo, 15 de março de 1948) é um treinador brasileiro de basquetebol.

## Carreira
Mortari começou a jogar basquete no Palmeiras. Passou por todas as categorias de base como jogador, até finalmente chegar ao time adulto.
Entretanto, teve uma carreira curta. Aos 25 anos de idade, deixou de ser jogador para ser técnico. De 1969 a 1976, ele treinou as equipes de base do Alviverde e ganhou seis prêmios de melhor técnico. Ainda em 1976, assumiu a equipe adulta do Palmeiras, conduzindo a equipe ao título do Campeonato Brasileiro em 1977. No mesmo ano, saiu do Palmeiras para assumir o Sírio. No clube da Avenida Indianópolis, o técnico alcançou suas maiores glórias, sendo campeão de tudo: paulista (duas vezes), brasileiro (três vezes), sul-americano (três vezes), além do histórico título mundial em 1979, que foi a primeira conquista de um time brasileiro de basquete desta magnitude. Com um bom retrospecto no ano anterior, Mortari comandou a Seleção Brasileira masculina nas Olimpíadas de 1980, em Moscou. 
Em 1985, deixou o Sírio para treinar o time do Bradesco, do Rio de Janeiro. Na sequência, comandou o Corinthians, onde ganhou o estadual de 1985 e permaneceu até 1987. Em 1988, Cláudio assumiu o time do Pirelli, de Santo André, e foi vice-campeão paulista de 1989. 
Após uma passagem pelo Telesp, de São Paulo, e de seu segundo período no Sírio, entre 1991 e 1992, os títulos voltaram na temporada 1994-95, quando Mortari levou o Rio Claro ao título do Campeonato Paulista (94) e do Campeonato Brasileiro (95). Em 1996 e 1998, conquistou títulos paulista com o Mogi das Cruzes e o Mackenzie/Microcamp/Barueri, respectivamente.
Na temporada seguinte, 1998-99, volta ao Rio de Janeiro para assumir o Flamengo. Com o Rubro-negro, conquista o Campeonato Carioca de 2000. Em seguida, dirige o Automóvel Clube de Campos, onde vence a Copa Brasil Sul.
Em 2005, é anunciado como diretor técnico do Paulistano. Após uma rápida e vitóriosa passagem pelo Ulbra/São Bernando, chega ao Pinheiros. Mortari desembarcou no clube em 2007 para ser diretor, como no Paulistano, mas logo depois assumiu o comando técnico da equipe. Na temporada 2010-11, volta a ser supervisor do clube pinheirense, porém, na temporada seguinte retorna ao cargo de treinador, levando o time às suas maiores conquistas: o Paulista de 2011 e a Liga das Américas de 2013. Ao final da temporada 2013-14, mais uma vez torna-se supervisor do Pinheiros, até sua saída do clube em 2015. No final de 2018, foi anunciado como técnico do São Paulo. Depois de levar o Tricolor Paulista ao vice-campeonato da Copa Super 8 e do NBB na temporada 20-21, Cláudio Mortari conquistou o Paulista de 2021, o oitavo de sua carreira e o primeiro do São Paulo. 

## Principais títulos como treinador
Palmeiras
- Campeonato Brasileiro: 1977.

Sírio
- Campeonato Mundial Interclubes: 1979.
- Campeonato Sul-Americano de Clubes Campeões: 3 vezes (1978, 1979 e 1984).
- Campeonato Brasileiro: 3 vezes (1978, 1979 e 1983).
- Campeonato Paulista: 2 vezes (1978 e 1979).

Corinthians
- Campeonato Paulista: 1985.

Rio Claro
- Campeonato Brasileiro: 1995.
- Campeonato Paulista: 1994.

Mogi das Cruzes
- Campeonato Paulista: 1996.

Mackenzie/Microcamp/Barueri
- Campeonato Paulista: 1998.

Flamengo
- Campeonato Carioca: 1999.

Automóvel Clube
- Copa Brasil Sul: 2002.

Ulbra/São Bernardo
- Torneio Novo Milênio: 2007.

Pinheiros
- Liga das Américas: 2013.
- Campeonato Paulista: 2011.

São Paulo
- Campeonato Paulista: 2021.

## Prêmios
- Melhor técnico do ano FPB (mirim): 1971.
- Melhor técnico do ano FPB (infanto-juvenil): 1972.
- Melhor técnico do ano FPB (juvenil): 4 vezes (1973, 1974, 1975 e 1976).
- Melhor técnico do ano FPB (adulto): 6 vezes (1978, 1979, 1989, 1996, 2011 e 2021).